# Thuridilla hopei
Thuridilla hopei es una especie de molusco gasterópodo del orden Opisthobranchia propio del mar Mediterráneo.

## Anatomía
Es de pequeño tamaño, máximo hasta 25 mm de longitud. Su cuerpo es delgado con superficie brillante, sin corona branquial ni apéndices corporales; sí presenta un par de largos rinóforos enrollados longitudinalmente. Los ojos son unos pequeños puntos oscuros en una región blanquecina de la cabeza.

## Biología
Habita en suelos rocosos generalmente cubiertos de algas, desde aguas superficiales hasta unos 25 metros de profundidad. Se da en todo el Mediterráneo. Se cree que su alimentación es a base de algas.
- Datos: Q945128
- Multimedia: Thuridilla hopei / Q945128